# Рубчук Григорій Олександрович
Григо́рій Олекса́ндрович Рубчу́к — полковник Міністерства внутрішніх справ України.

## Життєпис
1990 року почав службу в МВС міліціонером-кінологом, взвод патрульно-постової служби Ковельського. Працював на оперативних посадах в УБОЗ УМВС Волинської області, Головному управлінні по боротьбі з організованою злочинністю МВС України.
Очолював Волдинське обласне управління боротьби з організованою злочинністю УМВС України.
В часі війни обіймав посаду заступника командира роти патрульної служби міліції особливого призначення «Світязь». При боях за Вуглегірськ з групою міліціонерів, серед яких були й Олександр Фацевич та Ігор Дрючан, з 30 січня 2015-го 3 доби тримали оборону південної околиці міста.

## Нагороди
За особисту мужність і героїзм, виявлені у захисті державного суверенітету та територіальної цілісності України, вірність військовій присязі під час російсько-української війни
- орденом «За мужність» III ступеня (8.6.2015).